# Gheorghe Caranfil
Gheorghe Caranfil (datas desconhecidas) foi um esgrimista romeno que participou dos Jogos Olímpicos de Verão de 1928, sob a bandeira da Romênia.